# Star Pisces
Die Star Pisces (vereinzelt auch SuperStar Pisces) war ein Kreuzfahrtschiff der in Hongkong ansässigen Reederei Star Cruises. Das Schiff wurde 1990 ursprünglich als Fährschiff Kalypso für die finnische Rederi AB Slite erbaut und bis 1993 von Viking Line eingesetzt. Ab 1994 wurde die Star Pisces für Kreuzfahrten genutzt.

## Geschichte

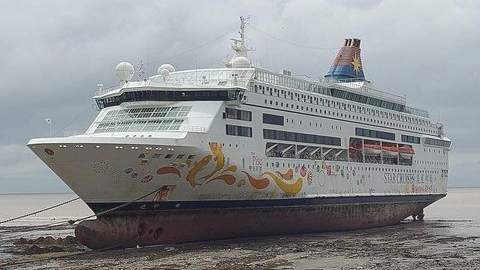
Verschrottung

Die Kalypso wurde am 17. April 1989 unter der Baunummer 1298 in der Masa Yards auf Kiel gelegt und lief am 27. August 1989 vom Stapel. Ein Brand an Bord während der Ausrüstung am 23. März 1990 verzögerte die Ablieferung. Nach der Übergabe an die Rederi Ab Slite am 26. April 1990 nahm das Schiff am 30. April 1990 den Fährdienst zwischen Stockholm, Mariehamn und Turku für die Viking Line auf. Die Kalypso ergänzte hierbei ihr ein Jahr älteres Schwesterschiff Athena.
Im April 1993 wurde die Kalypso aufgrund der Insolvenz der Rederi AB Slite festgesetzt und im August 1993 versteigert. Der neue Eigner Star Cruises benannte das Schiff im Januar 1994 in Star Pisces um und ließ es bis April 1994 bei Finnyards in Rauma für den Kreuzfahrtbetrieb umbauen. Anschließend wurde die Star Pisces für Kreuzfahrten ab Singapur in Dienst gestellt.
Von März bis April 1996 erhielt das Schiff bei einem weiteren Umbau zusätzliche Passagierkabinen. In den folgenden Jahren wurde die Star Pisces für kurze Casinokreuzfahrten ab Hongkong eingesetzt, ehe sie ab Mai 2009 in Port Klang auflag. Seit Januar 2010 war das Schiff für Kurzreisen ab Penang im Einsatz, ehe es wieder nach Hongkong wechselte. Dort ist die Star Pisces bis heute im Einsatz. Seit 2014 ist das Schiff auf den Bahamas registriert, nachdem es zuvor unter der Flagge Panamas verkehrte.
Bedingt durch die COVID-19-Pandemie wurde der Betrieb des Schiffes vorübergehend eingestellt. Im Dezember 2021 nahm das Schiff in Penang, Malaysia, den Betrieb wieder auf.
Im Januar 2022 meldete Genting Hong Kong, Mutterkonzern von Star Cruises, Insolvenz an. Die Star Pisces beendete ihre letzte Kreuzfahrt im selben Monat. Anschließend wurde das Schiff zur Verschrottung im indischen Alang verkauft. Am 12. Juli wurde das Schiff bei einer dortigen Abwrackwerft zur Verschrottung gestrandet. Zuvor was das Schiff in Pisc umbenannt und nach St. Kitts und Nevis umgeflaggt worden.